# أوتيس بلاكويل
أوتيس بلاكويل (بالإنجليزية: Otis Blackwell)‏ هو عازف بيانو وكاتب أغاني وملحن ومغن مؤلف أمريكي، ولد في 16 فبراير 1931 في بروكلين في الولايات المتحدة، وتوفي في 6 مايو 2002 في ناشفيل في الولايات المتحدة.

## وصلات خارجية
- أوتيس بلاكويل على موقع IMDb (الإنجليزية)
- أوتيس بلاكويل على موقع ميوزك برينز (الإنجليزية)
- أوتيس بلاكويل على موقع ميوزك برينز (الإنجليزية)
- أوتيس بلاكويل على موقع أول موفي (الإنجليزية)
- أوتيس بلاكويل على موقع قاعدة بيانات برودواي على الإنترنت (الإنجليزية)
- أوتيس بلاكويل على موقع قاعدة بيانات الأفلام السويدية (السويدية)
- أوتيس بلاكويل على موقع إن إن دي بي (الإنجليزية)
- أوتيس بلاكويل على موقع أول ميوزيك (الإنجليزية)
- أوتيس بلاكويل على موقع ديسكوغز (الإنجليزية)
- أوتيس بلاكويل على موقع ديسكوغز (الإنجليزية)